# Renträsket (Arvidsjaurs socken, Lappland, 728101-166890)
Renträsket är en sjö i Arvidsjaurs kommun i Lappland och ingår i Byskeälvens huvudavrinningsområde. Sjön har en area på 0,581 kvadratkilometer och ligger 373,1 meter över havet.

## Delavrinningsområde
Renträsket ingår i det delavrinningsområde (728085-166992) som SMHI kallar för Utloppet av Renträsket. Medelhöjden är 396 meter över havet och ytan är 2,97 kvadratkilometer. Det finns inga avrinningsområden uppströms utan avrinningsområdet är högsta punkten. Vattendraget som avvattnar avrinningsområdet har biflödesordning 5, vilket innebär att vattnet flödar genom totalt 5 vattendrag innan det når havet efter 145 kilometer. Avrinningsområdet består mestadels av skog (61 procent). Avrinningsområdet har 0,58 kvadratkilometer vattenytor vilket ger det en sjöprocent på 19,5 procent.